# Pterostemma
Pterostemma är ett släkte av orkidéer. Pterostemma ingår i familjen orkidéer.
Kladogram enligt Catalogue of Life:
| Pterostemma | \| \| Pterostemma antioquiense \| \| \| \| \| \| Pterostemma benzingii \| \| \| \| \| \| Pterostemma escobarii \| \| \| \| |
|             | \| \| Pterostemma antioquiense \| \| \| \| \| \| Pterostemma benzingii \| \| \| \| \| \| Pterostemma escobarii \| \| \| \| |
|             | Pterostemma antioquiense                                                                                                   |
|             | |
|             | Pterostemma benzingii |
|             | |
|             | Pterostemma escobarii |
|             | |